# Heuff
Heuff er en nederlandsk familie der allerede fandtes i det femtende århundrede, omkring Zoelen, Kapel-Avezaath og Kerk-Avezaath. Kendte efterkommere er:
- Johan Adriaan Heuff (1776-1828), borgmester i Zoelen
- Johan Adriaan Heuff (1843-1910), forfatter (under pseudonym, blandt andre, J. Huf van Buren)
- Jan Dirk Heuff (1847-1918), borgmester i Zoelen
- Hermanus Davinus (Herman) Heuff (1875-1945), maler
- Johan Adriaan Heuff (1901-1938), forfatter (under pseudonym, blandt andre, J. A. Heuff van Houweninge)
- Cornelis Antonie (Cees) Heuff (1933-1993), maler
- Marijke Hermine (Marijke) Heuff (1938), havefotograf
- Dirk Heuff (1962), guitarist i Fatal Flowers

Slægten er ikke relateret til den adelige familie Hoeufft eller Hoeufft van Oyen, også kendt som Heuff (af Oyen) .